# 2015 في فنلندا
فيما يلي قوائم الأحداث التي وقعت خلال عام 2015 في فنلندا.

## سياسة

### تعيين في المنصب
- 22 أبريل – ساري عيسايا عضو برلمان فنلندا  [لغات أخرى]‏.
- 29 مايو – ألكسندر ستوب وزير المالية [الإنجليزية]‏.
- 29 مايو – تيمو سويني وزير الخارجية [الإنجليزية]‏.
- 29 مايو – يوها سيبيلا رئيس وزراء فنلندا.

### انتهاء فترة المنصب
- 21 أبريل – يورن دونر عضو برلمان فنلندا  [لغات أخرى]‏.
- 28 مايو – ألكسندر ستوب رئيس وزراء فنلندا.
- 28 مايو – إركي تووميويا وزير الخارجية [الإنجليزية]‏.

## أفلام
من الأفلام التي صدرت هذه السنة في فنلندا:
- 5 سبتمبر – اللعبة الكبيرة من إخراج Jalmari Helander [الإنجليزية]‏.

## برامج ومسلسلات وأنمي
- أنغري بيردز

## كتب
من الكتب التي صدرت هذه السنة في فنلندا:
- 1 يناير – خيط فضي رفيع من تأليف بولينا زيريبتسوفا.

## وفيات

### أغسطس
- 12 أغسطس – يآركو هينتيكا (مواليد 1929)